# Jahr des geweihten Lebens
Das Jahr des geweihten Lebens ist ein Themenjahr der römisch-katholischen Kirche vom ersten Advent (30. November) 2014 bis zum Fest der Darstellung des Herrn (2. Februar) 2016. Das Themenjahr wurde auf Veranlassung von Papst Franziskus am 2. Februar 2014 von der Kongregation für die Institute geweihten Lebens und für die Gesellschaften apostolischen Lebens mit dem Rundbrief Rallegratevi („Freut euch!“) an alle gottgeweihten Menschen angekündigt. Mit seinem Apostolischen Schreiben zum Jahr des geweihten Lebens vom 21. November 2014 rief Papst Franziskus das Jahr des geweihten Lebens aus. Der Leitspruch des Jahres lautet: Vita consecrata in Ecclesia hodie („geweihtes Leben in der Kirche heute“). 

## Ziele
In seinem Schreiben hob der Papst die Ziele des Jahres des geweihten Lebens hervor, insbesondere, auf das Vergangene mit Dankbarkeit zurückzublicken, in der Gegenwart mit Hingabe zu leben und die Zukunft mit Hoffnung zu umfangen.
Das Logo des Jahres des geweihten Lebens, das über das Wasser fliegende Taube zeigt, soll die grundlegenden Werte des geweihten Lebens zum Ausdruck bringen. Neben der Taube, die ein Symbol des Heiligen Geistes ist, schweben über dem Wasser drei Sterne als Sinnbild der Dreifaltigkeit und über dem Flügel der Taube eine in rotem Mosaik dargestellte Kugel als Sinnbild der Welt. Das Logo trägt die Inschriften  Vita consecrata in Ecclesia hodie und untereinander die Worte Evangelium, prophetia und spes („Evangelium, Prophezeiung, Hoffnung“).

## Eröffnung
Der erste Adventssonntag ist zugleich der Beginn eines neuen Kirchenjahres. Das Jahr 2015 wurde auch im Hinblick auf das 500-Jahr-Jubiläum der Kirchenlehrerin Teresa von Avila gewählt. Das Jahr des geweihten Lebens wurde am Vorabend mit einer Gebetsvigil und am ersten Adventssonntag mit einer Heiligen Messe durch Joao Kardinal Braz de Aviz im Petersdom eröffnet. Zum Abschluss des Jahres des geweihten Lebens fand am 30. Januar 2016 ein Dankgebet im Petersdom statt. Das Fest Darstellung des Herrn, mit dem das Jahr des geweihten Lebens 2016 abschloss, ist zugleich der jährliche Welttag der geistlichen Berufungen.